# Malaconotoidea
Malaconotoidea — надродина горобцеподібних птахів. Містить 150 видів у 8 родинах.

## Поширення
Група поширена в Африці, Південній і Південно-Східній Азії, Австралії та Океанії. Філогенетичний аналіз показав, що група виникла в пізньому еоцені в Австралії, а звідси поширилася в інші регіони. Проте питання філогенії ускладнене тим, що деякі малайські види тісніше пов'язані з африканськими видами ніж австралійськими.

## Систематика

### Список родин
- Machaerirhynchidae: совкодзьоби (2 види)
- Artamidae: ланграйнові (24 види)
- Rhagologidae: лускавники (1 вид)
- Malaconotidae: гладіаторові (48 видів)
- Pityriaseidae: щетинкоголови (1 вид)
- Aegithinidae: йорові (4 види)
- Platysteiridae: прирітникові (31 вид)
- Vangidae: вангові (39 видів)